# White Beach

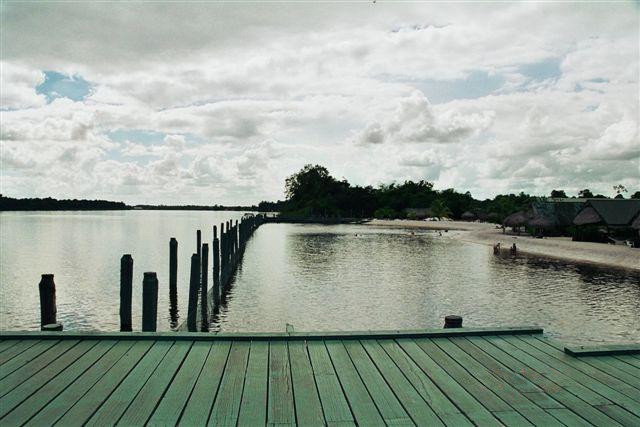
White Beach in 2005

White Beach is een particulier recreatiegebied aan de Surinamerivier, nabij Smalkalden, Suriname.
Het complex met een kunstmatig zandstrand is in 2004 aangelegd. Langs het strand zijn diverse barretjes en een restaurant gelegen. Ook zijn er hutjes te huur.
Om bezoekers te beschermen tegen mogelijke aanvallen van vissen als piranha's zijn in de rivier netten geplaatst.